# Warren (Minnesota)
Warren város az USA Minnesota államában, Marshall megye székhelye. Lakosainak száma 1605 fő (2020. április 1.).

## Népesség
A település népességének változása:

| 2010 | 1 563 |
| 2020 | 1 605 |